# Zaczynam się od miłości
Zaczynam się od miłości – ósmy album studyjny polskiej piosenkarki Natalii Przybysz. Wydawnictwo ukazało się 11 marca 2022 nakładem wytwórni muzycznej Kayax w dystrybucji e-Muzyka.
Album jest utrzymany w stylu muzyki indie rock. Składa się z wersji standardowej (1 CD) i płyty analogowej (1 LP).
Płyta zadebiutowała na 6. miejscu polskiej listy sprzedaży – OLiS
Nagrania były promowane singlami: „Oko cyklonu”, „Zew” i „Jest miłość”.

## Lista utworów
Opracowano na podstawie materiału źródłowego.
| Zaczynam się od miłości – Wersja standardowa | Zaczynam się od miłości – Wersja standardowa | Zaczynam się od miłości – Wersja standardowa | Zaczynam się od miłości – Wersja standardowa                                                                                | Zaczynam się od miłości – Wersja standardowa |
| Nr                                           | Tytuł utworu                                 | Słowa                                        | Muzyka | Długość                                      |
| -------------------------------------------- | -------------------------------------------- | -------------------------------------------- | --- | -------------------------------------------- |
| 1.                                           | „Mama”                                       | Olga Jackowska                               | Mateusz Waśkiewicz, Patryk Stawiński, Jerzy Zagórski, Jakub Staruszkiewicz                                                  | 4:11                                         |
| 2.                                           | „Słyszysz”                                   | Olga Jackowska                               | Mateusz Waśkiewicz, Patryk Stawiński, Jerzy Zagórski, Jakub Staruszkiewicz                                                  | 3:28                                         |
| 3.                                           | „Puste miejsca”                              | Olga Jackowska                               | Mateusz Waśkiewicz, Patryk Stawiński, Jerzy Zagórski, Jakub Staruszkiewicz                                                  | 4:11                                         |
| 4.                                           | „Budzę się”                                  | Olga Jackowska                               | Mateusz Waśkiewicz, Patryk Stawiński, Jerzy Zagórski, Jakub Staruszkiewicz                                                  | 3:59                                         |
| 5.                                           | „Oko cyklonu”                                | Olga Jackowska                               | Mateusz Waśkiewicz, Patryk Stawiński, Jerzy Zagórski, Jakub Staruszkiewicz                                                  | 2:59                                         |
| 6.                                           | „Zew”                                        | Natalia Przybysz                             | Mateusz Waśkiewicz, Małgorzata Uściłowska, Oscar Bell, Patryk Stawiński, Patryk Kumór, Jerzy Zagórski, Jakub Staruszkiewicz | 3:46                                         |
| 7.                                           | „Jest miłość”                                | Natalia Przybysz                             | Mateusz Waśkiewicz, Patryk Stawiński, Jerzy Zagórski, Jakub Staruszkiewicz                                                  | 3:57                                         |
| 8.                                           | „Niedziela”                                  | Olga Jackowska                               | Mateusz Waśkiewicz, Patryk Stawiński, Jerzy Zagórski, Jakub Staruszkiewicz                                                  | 4:57                                         |
| 9.                                           | „Serce spokojne”                             | Olga Jackowska                               | Mateusz Waśkiewicz, Patryk Stawiński, Jerzy Zagórski, Jakub Staruszkiewicz                                                  | 3:50                                         |
|                                              |                                              |                                              | | 35:18                                        |

## Pozycja na liście sprzedaży

### Pozycja na liście tygodniowej
| Kraj   | Lista (2022)   | Najwyższa pozycja |
| ------ | -------------- | ----------------- |
| Polska | OLiS – albumy. | 6                 |

## Wyróżnienia
| Rok  | Konkurs        | Kategoria                                | Rezultat  | Źr.   |
| ---- | -------------- | ---------------------------------------- | --------- | ----- |
| 2023 | Fryderyki 2023 | Album roku piosenka poetycka i literacka | Nominacja | [ 8 ] |